# تئاتر نیو سنچری
تئاتر نیو سنچری یا تئاتر قرن جدید (انگلیسی: New Century Theatre) یک سالن نمایش در نیویورک، ایالات متحده آمریکا متعلق به سازمان شوبرت بود.
این تئاتر که در سال ۱۹۲۱ تأسیس و در سال ۱۹۶۲ تخریب شد از سال ۱۹۵۴ تا ۱۹۵۷ میزبان مراسم جوایز اسکار بود.